# Cozzo Buagimi
Cozzo Buagimi o Buaggimi è un sito archeologico presente nel territorio di Raffadali, comune italiano della provincia di Agrigento in Sicilia.

## Sito archeologico
Il sito archeologico occupa l’area sommitale di un rilievo collinare alto 332 m, e la sua pendice meridionale. Cozzo Buagimi è ubicato nell’omonima contrada, nella parte meridionale del territorio di Raffadali.

## Descrizione
Il ritrovamento di frammenti di tegole di tipo striato dimostra che il sito era già abitato nel periodo tardo antico e bizantino.
Il luogo ove sorgeva la fortezza araba (castrum) di Bugami potrebbe corrispondere alla contrada Buagimi. Lo storico siciliano Michele Amari sostenne tale identificazione sulla base della lettera di un certo fra’ Corrado, ma non è stato possibile fornire una prova definitiva. Il castrum fu espugnato dai normanni nel 1064. I superstiti furono deportati a Scribla, in Calabria.
A Buagimi era probabilmente presente già in epoca araba un insediamento rurale.
Buagimi potrebbe coincidere con il casale Boalgini, feudo del soldato Bartolomeo Nigrell, passato poi a Lamberto Montaperto. In un documento del 1343 risultava esservi un ‘’tenimentum terrarum cum viridario’’.

### Reperti
Sul fianco meridionale della collina, alla base della parete rocciosa, si estende un ripiano da cui sono emersi frammenti di tegole bizantine di tipo striato, di ceramica invetriata verde e di ceramica acroma. Del periodo ellenistico sono i frammenti fittili in vernice nera.